# Adaptives Tragwerk
Unter adaptiven Tragwerken versteht man Systeme, die auf äußere Einflüsse reagieren können und die somit anpassungsfähig sind.
Anpassungsfähige Systeme sind in der Natur eine Selbstverständlichkeit, wie beispielsweise unterschiedliche Muskelanspannung je nach Belastung oder unterschiedliche Winkel (schiebe ich eine leere oder eine volle Schubkarre) oder auch Wachstumsprozesse von Knochen oder Bäumen, die auch infolge von mechanischen Beanspruchungen auftreten. Die Möglichkeit der Anpassung kann auch beim Einsatz in technischen Systemen Vorteile bieten.
Aktuelle Entwicklungen im Bereich der Materialwissenschaften ermöglichen die Entwicklung von adaptiven Materialien, den sogenannten Smart Materials. Diese sind in der Lage, ihre physikalischen oder chemischen Eigenschaften zu variieren und somit bei einer Integration in tragende Strukturen, wie Hochhäuser oder Brücken, eine Anpassungsfähigkeit dieser zu erreichen.
Die Anpassungsfähigkeit bietet insbesondere Vorteile bei besonders weitgespannten Brücken oder sehr hohen Hochhäusern, die extremen Belastungen wie Wirbelstürmen oder Erdbeben ausgesetzt sind, da die Bauwerke auf diese Ereignisse reagieren können. Damit kann die Leistungsfähigkeit und die Sicherheit erhöht werden, ohne dass der Materialverbrauch steigt. Im Rahmen des Sonderforschungsbereiches SFB 1244 „Adaptive Hüllen und Strukturen für die gebaute Umwelt von morgen“ wird an der Universität Stuttgart zu diesem Thema geforscht. Dabei entstand das adaptive Demonstrator-Hochhaus D1244 auf dem Campus der Universität Stuttgart.